# アルファロメオ・ジュリエッタ
ジュリエッタ（Giulietta）はイタリアの自動車メーカー、アルファロメオがかつて製造、販売していた乗用車である。同名を冠するモデルはこれまで3世代にわたって販売されているが、いずれも技術的なつながりはない。

## 初代 750/101系（1954年 - 1965年）
第二次世界大戦後、1900によって量産車メーカーへと経営転換を図ったアルファロメオが、さらに生産規模を拡大すべく開発した、より小型のモデルである。
最初に登場したのは、ベルトーネの当時のチーフスタイリスト、フランコ・スカリオーネがデザインした2ドアクーペの「ジュリエッタ・スプリント」で、翌1955年にベルリーナ（4ドアセダン）と、ピニンファリーナがデザイン・車体製造を行ったスパイダーが追加された。水冷直列4気筒排気量1,290 ccのエンジンは、アルファロメオに相応しくアルミ合金製のDOHCで、初期モデルは54 PSに過ぎなかったが、1959年に大規模なマイナーチェンジが加えられ、101系に発展する際にクラックが入りやすかったシリンダーヘッドが強化されると更なるチューンアップが可能となり、1960年に追加された「SS」(Sprint Speciale) 「SZ」(Sprint Zagato) などのスポーツモデルでは100 PSまでチューンされた。
ジュリエッタ系は一般市民（西ヨーロッパ）でも無理をすれば手が届くスポーティーカーとして大成功を収め、アルファロメオの経営基盤を確立した。
1963年にはベルリーナがジュリアにバトンタッチして生産終了するが、スパイダーやスプリントは本モデルのままマイナーチェンジを受け、TIと同じ1,570ccエンジンを112馬力/6,500 rpmにチューンして搭載し、「ジュリア」の車名を与えられて1964年まで継続生産された。ジュリエッタとの外観上の相違はエンブレム程度であったが、スパイダーのみ僅かに背が高くなった新しいエンジンに合わせてボンネットにパワーバルジが与えられた。また、従来からの1300cc車もスプリント版のみ「アルファロメオ・スプリント1300」として継続生産され、「GT1300ジュニア」登場後の1966年まで存続した。

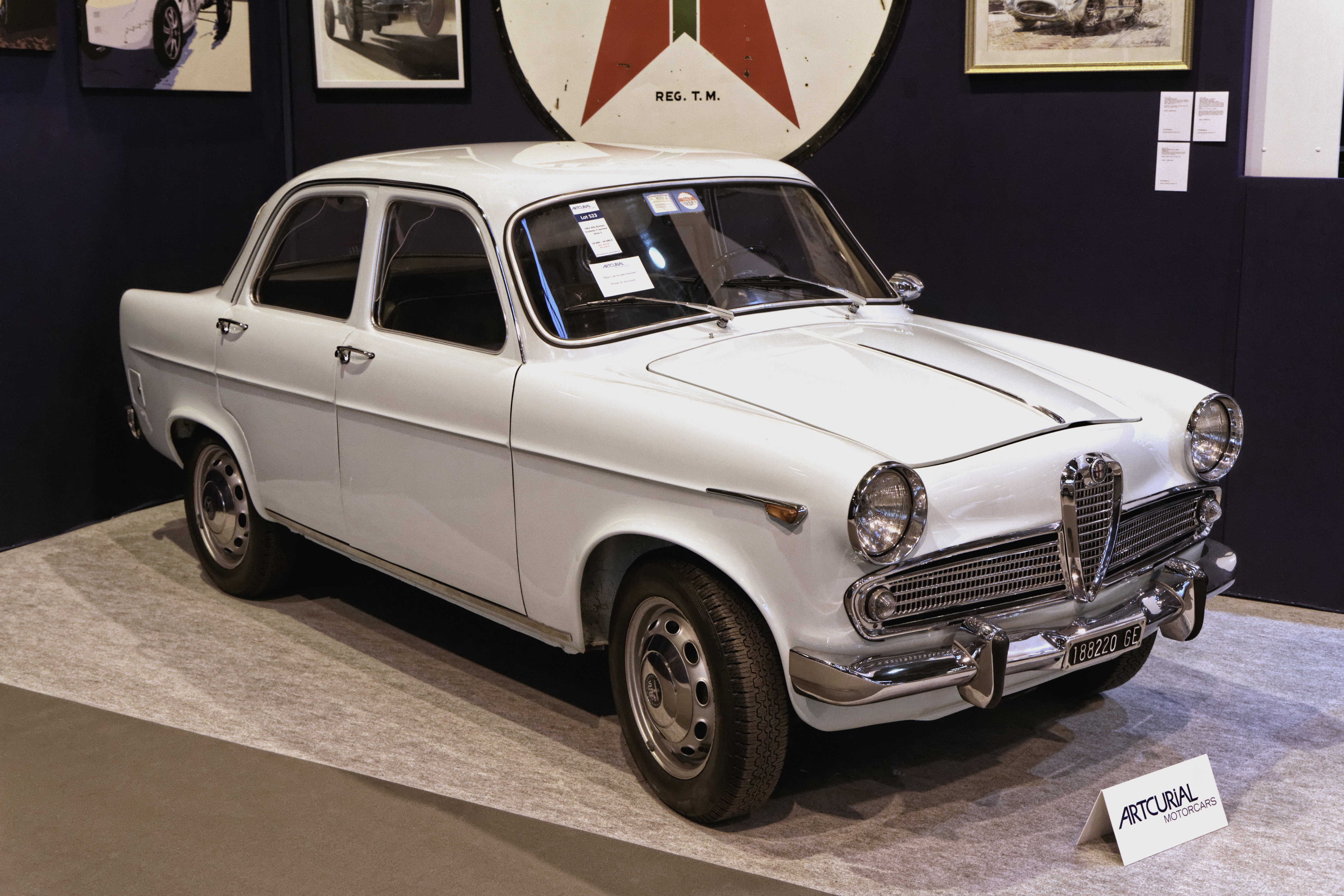
ジュリエッタ・T.I.
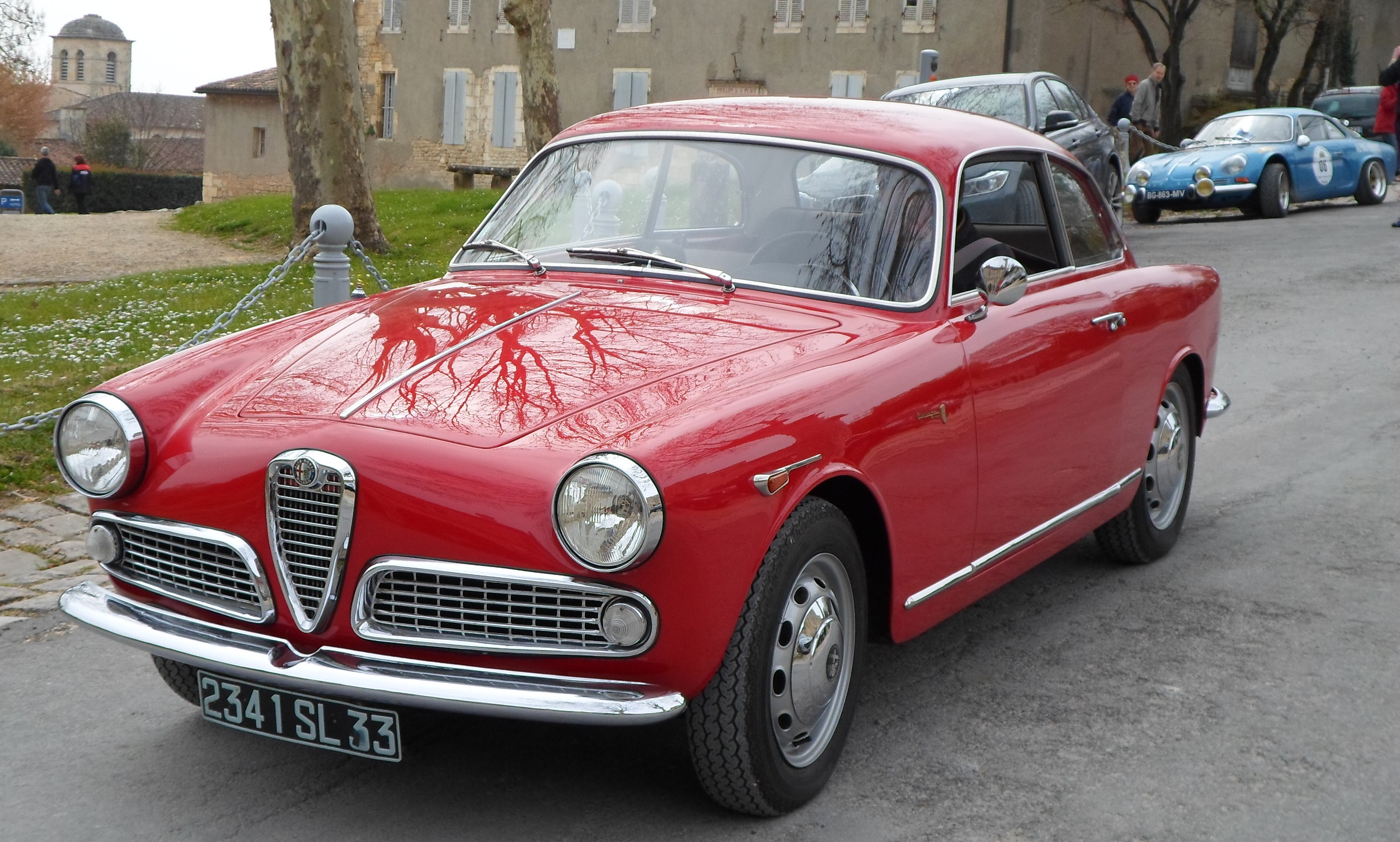
ジュリエッタ スプリント
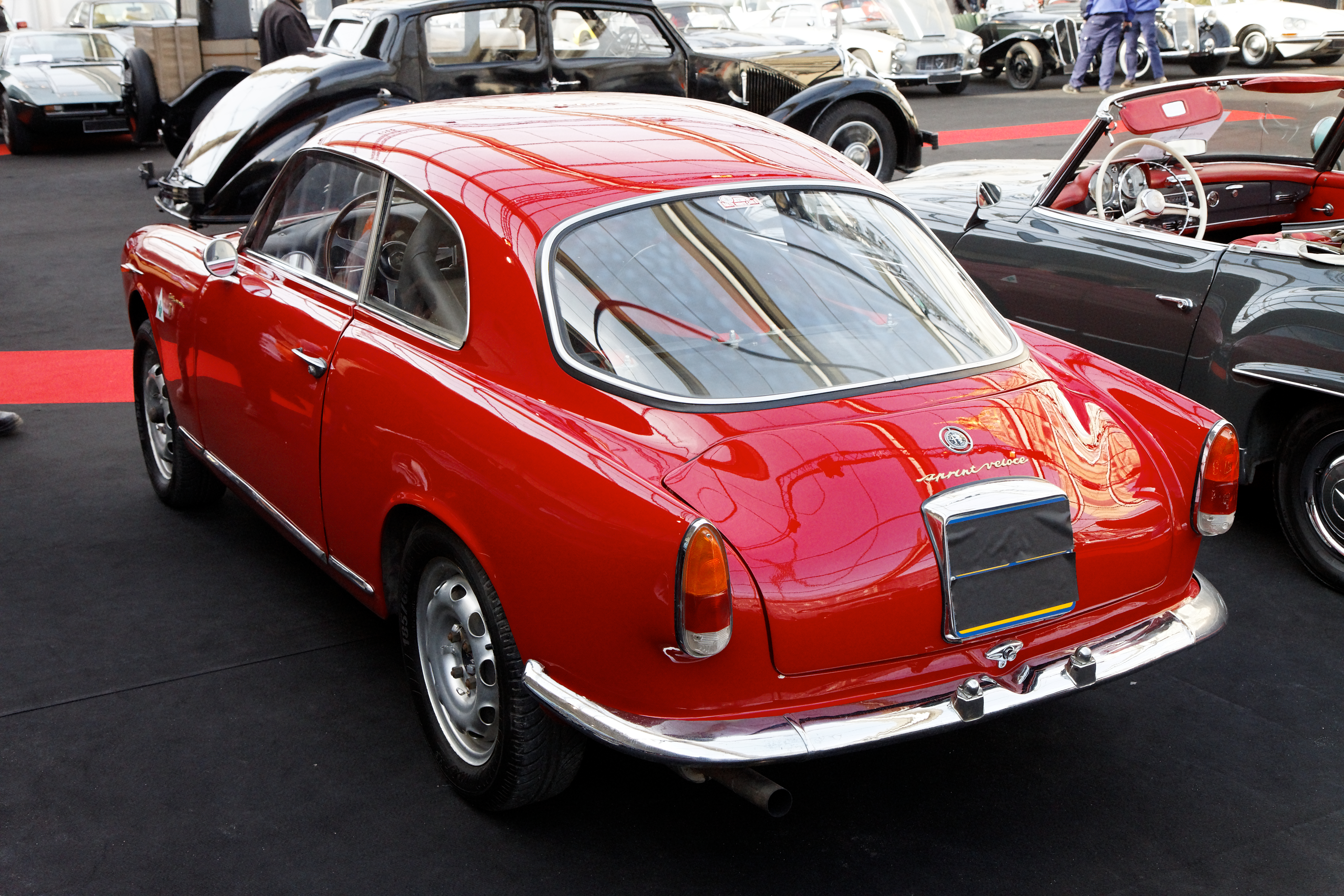
ジュリエッタ スプリント ベローチェ
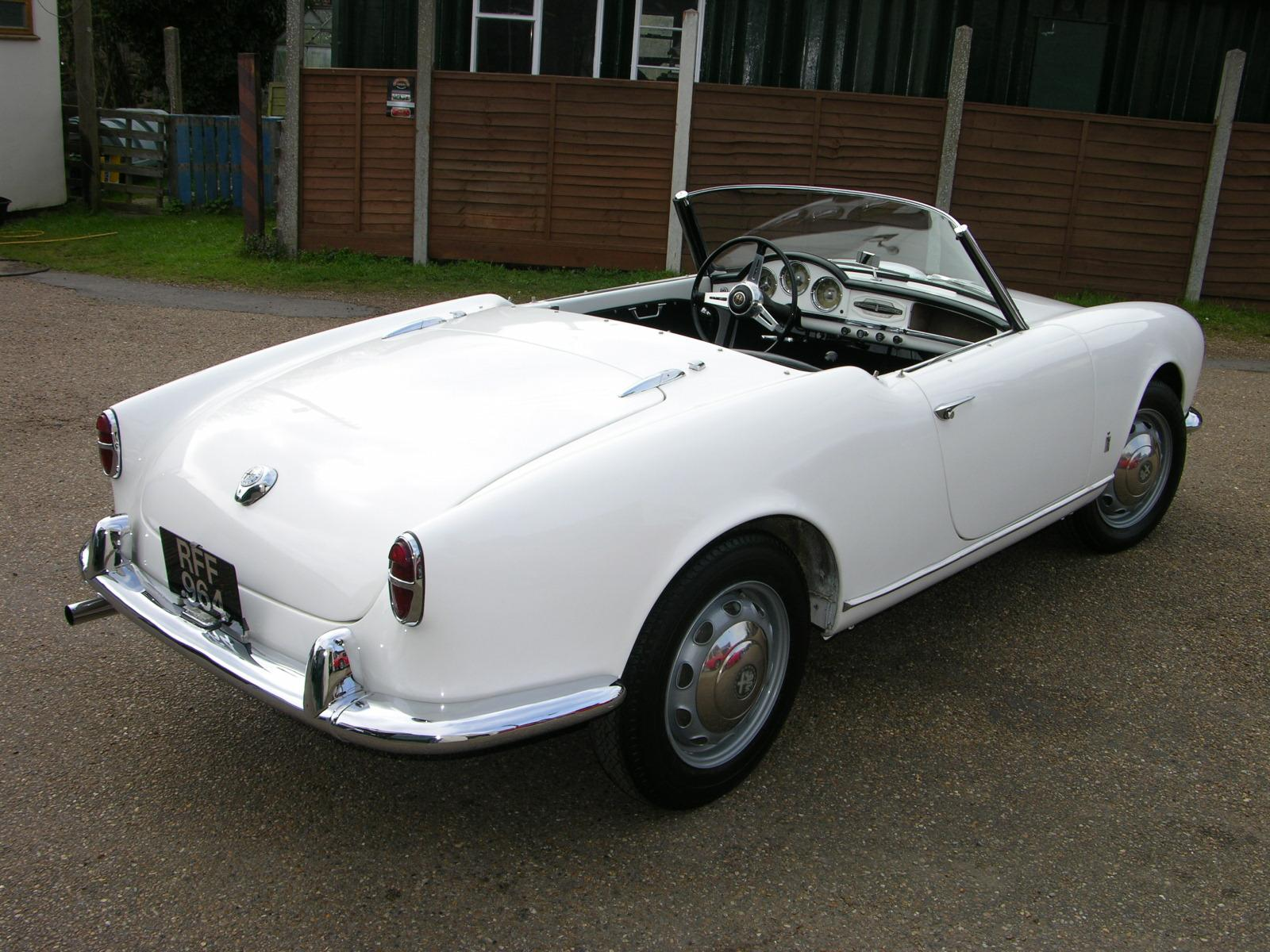
ジュリエッタ スパイダー
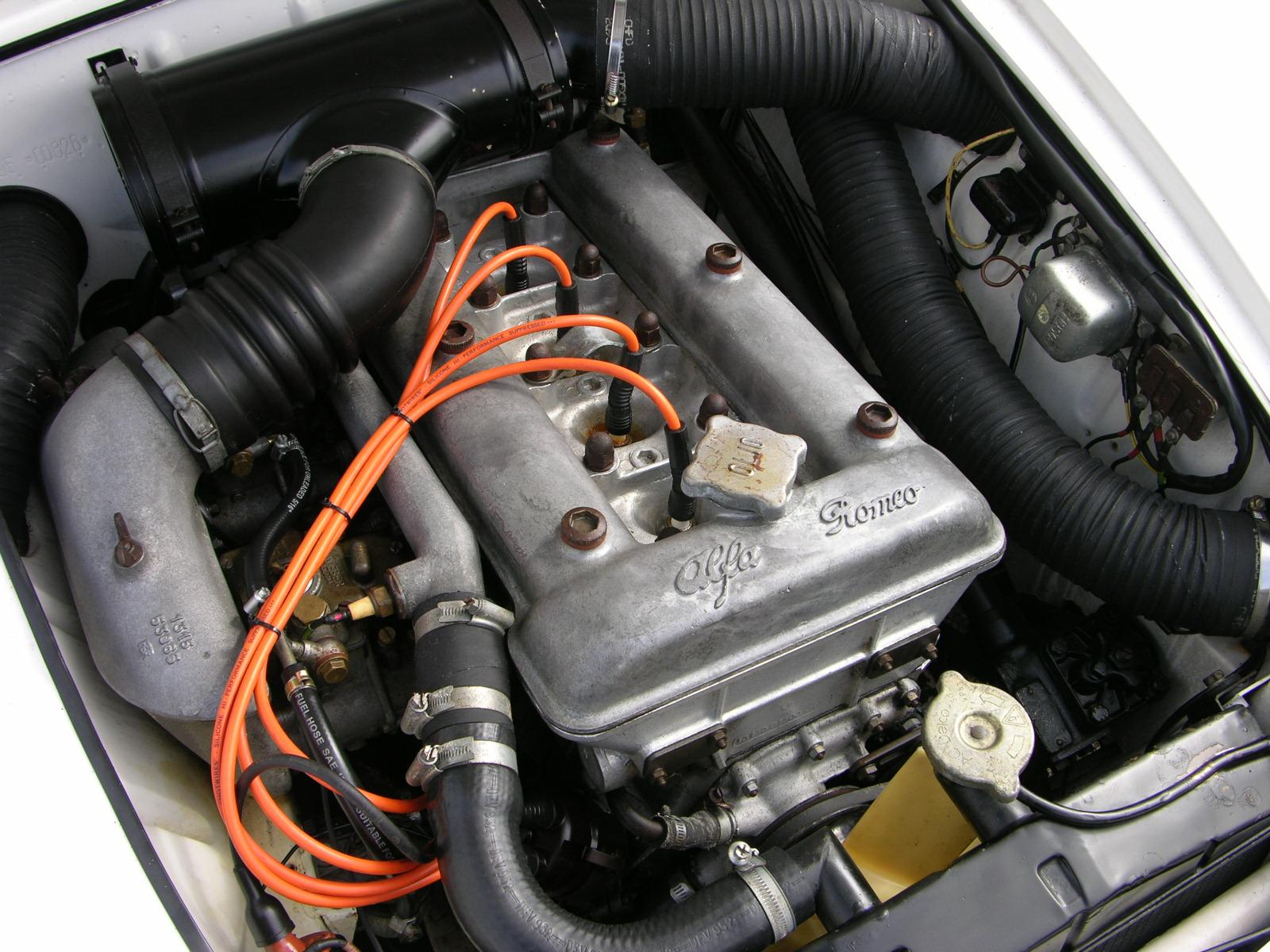
ジュリエッタ スパイダー ベローチェ用エンジン

## 2代目 116系（1977年 - 1985年）
1977年、ジュリア系ベルリーナの後継として「ジュリエッタ」の名称が復活した。機構的にはアルフェッタと共通ながら、ボディは強めのウェッジシェイプとなり、ハイデッキで、さらに後端を跳ね上げたスポイラー形状となったトランクリッドを持ち、アルフェッタより軽快で新しいデザインとなっていた。
当初は1,357cc 95PS、1,600cc 109PSの二種類で、アルフェッタより一つ下の車格として明確に区別されていたが、実際には車重はアルフェッタより逆に重く、ボディに入念な防錆処理が施され、内外装の仕上げもより上質であった。このため1979年に1,779cc122PS、1980年に1,962cc 130PSが登場、アルフェッタと同格でよりスポーティなモデルという位置づけとなり、一方のアルフェッタは、よりフォーマルな方向にマイナーチェンジされ、棲み分けが図られた。
1982年にはターボ付172PSの「ジュリエッタ・ターボデルタ」も登場したが、361台が作られたに過ぎない。同年にはVMモトーリ製1,995cc 82PSディーゼルエンジンも追加された。
1985年、アルファロメオ・75へと世代交代して消滅した。

## 3代目 940系（2011年 - 2020年）
2009年12月2日、147の後継として「ジュリエッタ」のネーミングを復活させることを発表し、画像を公開。2010年のジュネーブショーでワールドプレミア後、同年5月にイタリア本国で発売された。
デザインは、かつてピニンファリーナに在籍していた現フィアットグループのデザインディレクター、ロレンツォ・ラマチョッティが統括するアルファスタイリングセンターが手がけている。「コンパクト」と名づけられたプラットフォームは新規に開発されたもので、高剛性のシャシ、フロントの進化型マクファーソンストラット、リアのマルチリンクの各部にアルミを多用したサスペンション、デュアルピニオン式ギアボックスに電動パワーアシストを組み合わせたステアリングなどを採用している。今後、フィアット、クライスラーグループのC、Dセグメントの車種に幅広く採用される予定となっており、2012年1月の北米国際オートショー（NAIAS）ではクライスラー側の1番手としてダッジ・ダート（ホイールベース2,703mm）が、同4月の北京モーターショーでは中国で生産されるフィアット・ビアッジオ（ホイールベース2,708mm）が発表されている。また、2013年に発表されたジープ・チェロキー（KL型）や2014年登場のクライスラー・200のベースとしても使用される。
エンジンはすべて直列4気筒で、イタリアではガソリンエンジンは3種類、ディーゼルエンジンが3種類用意されている。ガソリンエンジンはすべてが16バルブのターボチャージャー版で、1.4TB 120PS仕様（マルチエアなし）、1.4TBマルチエア170PS、1750TBは直噴ガソリンターボエンジンで235PS。ディーゼルエンジンは全て16バルブ+コモンレール+ターボで、1.6L（1.6JTDM 105PS）と2.0L（2.0JTDM 140PS、2.0JTDM 170PS）の3種類が用意されている。駆動方式は横置きFF。トランスミッションは当初6速MTのみであったが、2011年6月にミトに続きアルファロメオ初の6速乾式デュアルクラッチオートマチック（アルファTCT）が設定された。
また、2010年のスーパーバイク世界選手権第5戦よりセーフティカーに使われていた。
2020年をもって生産を終了した。

### 日本での販売
日本国内では2012年2月に発売。当初は50台限定の「アルフィスティ」を除き、全車右ハンドルのみの設定だったが、同年8月に左ハンドル車も設定された。

#### 2013年モデル
ベーシックグレード
- スプリント

エンジン：1.4マルチエア
トランスミッション：アルファTCT（6速デュアルクラッチトランスミッション）のみ
全グレード共通装備に加え、16inアルミニウムホイールとタイヤ、ハロゲンヘッドランプ、ファブリックシート、6スピーカーオーディオなどを装備
右ハンドルのみ
中間グレード
- クラシカ

エンジン：1.4マルチエア
トランスミッション：アルファTCTのみ
スプリントに17inアルミニウムホイールとタイヤ、バイキセノンヘッドランプ、本皮革シート、パワーシート、パドルスイッチ（パドルシフト）などを装備
右ハンドルのみ
- コンペティツィオーネ

エンジン：1.4マルチエア
トランスミッション：アルファTCTのみ
スプリントに本皮革/ファブリックコンビシート、ブレンボ製キャリパー、ダーク色ハウジング・バイキセノンヘッドランプ、プライバシーガラス、アルマイト仕上げドアミラーハウジング、17inアルミニウムホイールとタイヤ、サイドスカート、スポーツサスペンションなどを装備
右ハンドルのみ
- スポルティーバ

エンジン：1.4マルチエア
トランスミッション：アルファTCTのみ
コンペティツィオーネに18inアルミニウムホイールとタイヤ、専用エンブレム、クアドリフォリオ キッキングプレート、本皮革シートなどを装備
右ハンドルのみ
上級グレード
- クアドリフォリオ　ヴェルデ

エンジン：1.8リットルガソリンターボ
トランスミッション：6MTのみ
スポルティーバに1.8リットルターボエンジン、18inアルミニウムホイールとタイヤ、ボーズ製オーディオシステム、ツインエキゾーストパイプなどを装備する反面、1.4リットル全車に標準装備のスタート＆ストップシステムが省かれる
左・右ハンドルの設定あり

#### 2014年モデル
ベーシックグレード
- スプリント

エンジン：1.4マルチエア
トランスミッション：アルファTCTのみ
2013モデルのスプリントに17inアルミニウムホイールとタイヤ、バイキセノンヘッドランプ、パドルスイッチ（パドルシフト）などを装備しながら、価格を引き下げた。
右ハンドルのみ
上級グレード
- スポルティーバ

エンジン：1.4マルチエア
トランスミッション：アルファTCTのみ
2013モデルのスポルティーバにアルカンターラシートを装備し、レザーシートをオプション設定しながら、価格を引き下げた。
右ハンドルのみ

2014年11月1日、「スプリント ジュニア」250台限定。
2015年1月31日、奥山清行氏とのコラボモデル「ケン オクヤマ スペチアーレ」
2015年1月17日、「クアドリフォリオ ヴェルデ」新型240ps 1750直噴ターボエンジン搭載。アルファTCT。
2015年4月16日、奥山清行氏とのコラボモデル「ケンオクヤマ スペチアーレ ロッサ バージョン スプリント」「ケンオクヤマ スペチアーレ ビアンカ バージョン スプリント」
2015年7月10日、105周年記念限定車「クアドリフォリオ ヴェルデ」「スポルティーバ」グレード限定モデル105台。
2016年6月4日、限定車「ディビーナ」150台限定。
2017年2月18日、「スーパー」「スーパー・パックスポーツ」「ヴェローチェ」の3グレードに変更。
2017年7月26日、限定車「ヴェローチェ クオーレロッソ」40台限定。
2019年1月19日、グレード体系を「ヴェローチェ」に一本化。限定車「ヴェローチェ カーボン」100台限定。
2020年2月29日、限定車「ヴェローチェ マット」50台限定。
2021年2月20日、限定車「ヴェローチェ スペチアーレ」65台限定。